# Halbaffen
Als Halbaffen (Prosimiae) werden die zu den Primaten gehörenden Lemuren, Loriartigen und Koboldmakis sowie teilweise auch die Spitzhörnchen zusammengefasst. Traditionell wurden sie den Affen gegenübergestellt, sind jedoch nach modernem Wissensstand nicht enger miteinander als mit diesen verwandt. So bilden die Koboldmakis zusammen mit den Affen die Verwandtschaftsgruppe der Trockennasenprimaten. Diese und die als Feuchtnasenprimaten zusammengefassten Lemuren und Loriartigen sind wiederum enger miteinander als mit den Spitzhörnchen verwandt.
Koboldmakis haben mit einigen Feuchtnasenprimaten die kleine Körpergröße, ihre Nachtaktivität, die großen Augen, die beweglichen Ohren, die Ernährung von Insekten, den V-förmigen Unterkiefer, die nicht-verknöcherte Unterkiefersymphyse, die zweihörnige Gebärmutter und die als vertical clinging and leaping bezeichnete Fortbewegungsweise gemein. Ebenso wie bei den Feuchtnasenprimaten weisen ihre Füße Putzkrallen auf.
Die Spitzhörnchen wurden aufgrund des Vorhandenseins eines Postorbitalstegs (auch Postorbitalspange genannt, d. h. der hintere/äußere Teil der Augenhöhle hat einen vollständigen knöchernen Rahmen), der elastischen, zum Teil knorpeligen Unterzunge sowie aufgrund von Eigentümlichkeiten im Bau der Fortpflanzungsorgane, der Muskeln und des Schädels den Halbaffen zugeordnet.